# Sebastià Alzamora i Martín
Sebastià Alzamora i Martín   (Llucmajor, 6 de març de 1972) és un escriptor mallorquí, membre numerari de l'Institut d'Estudis Catalans des del juliol del 2020.

## Vida
Per part de mare, és net d'un andalús originari de Fondón, a la província d'Almeria, i d'una mallorquina «de soca-rel», de la vila de Valldemossa.
Llicenciat en Filologia Catalana per la Universitat de les Illes Balears (1995), ben aviat s'erigí com una sòlida i arriscada veu del panorama literari català, innovadora i alhora deutora de les fonts dels clàssics. Les seves obres solen retratar una societat en declivi on els personatges presenten els dubtes de l'existència. Va ser el primer director de l'Espai Mallorca de Barcelona, inaugurat l'any 1998. Entre 2000 i 2003 fou delegat del llibre de la Generalitat, treballà a l'editorial Destino dirigint la secció de llibres en català i fou director literari de l'editorial Moll. A la segona meitat de la dècada del 2000 dirigí la revista Cultura del Departament de Cultura de la Generalitat de Catalunya. És col·laborador habitual en revistes i diaris, com ara Serra d'Or, Lluc, El Mirall, El Temps, Avui, Diari de Balears, Diario de Mallorca i Ara.
El juliol del 2020 fou nomenat membre numerari de l'Institut d'Estudis Catalans adscrit a la Secció Filològica.

## Obra
Es va fer conèixer amb el poemari Rafel (1994; Premi Salvador Espriu) formalització de l'experiència de la mort en accident de trànsit d'un amic adolescent. Posteriorment, publicà Apoteosi del cercle (1997), Mula morta (2001), El benestar (2003), La part visible (2009) i La netedat (2018). Amb la publicació conjunta amb Hèctor Bofill i Manuel Forcano Imparables: Una antologia (2004) fou fundador del grup generacional «Els Imparables», amb els quals també publica l'assaig programàtic Dogmàtica imparable: Abandoneu tota esperança (2005). Com a narrador, ha publicat L'extinció (1999); Sara i Jeremies (2002), en què l'amor i el mal marquen el transcurs d'una vida; La pell i la princesa (2005); Nit de l'ànima (2007); Miracle a Llucmajor (2010) on imaginà una relació d'amistat entre la poetessa Maria Antònia Salvà i l'inventor Pere Sastre al Llucmajor de principis del segle xx; Crim de sang (2012), obra que parteix de la matança històrica de 172 maristes a mans de nuclis anarcosindicalistes l'estiu del 1936 a Barcelona; Dos amics de vint anys (2013), recreació de l'amistat entre els poetes Bartomeu Rosselló-Pòrcel i Salvador Espriu; La Malcontenta (2015), una imaginària història d'amor i revenja amb el bandoler mallorquí del segle xix Joan Puig, Durí, i la seva estimada com a protagonistes; i Reis del món (2020), en què proposa un encontre entre dues figures fonamentals de Mallorca com foren Joan Mascaró, traductor i divulgador del pensament místic hindú a la cultura occidental, i Joan March, contrabandista i banquer considerat «l'últim gran pirata del Mediterrani». És autor de l'assaig sobre Gabriel Janer Manila L'escriptura del foc (1998). A més de ser profusament premiada, la seva obra compta també de diverses traduccions al castellà, italià, anglès, francès, portuguès, polonès, danès i croat.
El seu llibre Ràbia fou el més venut en català a Balears durant la Diada de Sant Jordi 2022 i va guanyat el Premi Òmnium atorgat per Òmnium Cultural a la millor novel·la publicada de 2022.

### Obres
|  | - 1994: Rafel - 1997: Apoteosi del cercle - 2001: Mula morta - 2003: El benestar - 2009: La part visible - 2018: La netedat | - 1999: L'extinció - 2002: Sara i Jeremies - 2005: La pell i la princesa - 2007: Nit de l'ànima - 2010: Miracle a Llucmajor - 2012: Crim de sang - 2013: Dos amics de vint anys - 2015: La Malcontenta - 2020: Reis del món - 2022: Ràbia - 2023: S'accepten encàrrecs - 2024ː El Federal |

## Guardons
- 1994: Premi Salvador Espriu per a poetes joves per Rafel[5]
- 1996: Premi Bartomeu Rosselló-Pòrcel dels Premis 31 de desembre de l'Obra Cultural Balear.
- 1999: Premi Documenta de narrativa per L'extinció[5]
- 2002: Premi Ciutat de Palma per Sara i Jeremies[5]
- 2003: Premi Jocs Florals de Barcelona per El benestar[5]
- 2005: Premi Josep Pla de narrativa per La pell i la princesa[5]
- 2008: Premi Carles Riba de poesia per La part visible[5]
- 2011: Premi Sant Jordi, per Crim de sang[15]
- 2019: Premi Crítica Serra d'Or de poesia, per La netedat[16]
- 2022: Premi L'Illa dels Llibres per la novel·la Ràbia
- 2023: Premi Òmnium a Millor Novel·la de l'Any per Ràbia[17]